# والتر كليمنت باول
والتر كليمنت باول (بالإنجليزية: Walter Clement Powell)‏ هو مصور أمريكي، ولد في 1850، وتوفي في 1883.